# Kurt Kranich
Kurt Kranich (* 25. Januar 1922 in Karlsruhe) ist ein deutscher Journalist und Autor.
Aus einer in den Badischen Neuesten Nachrichten (BNN) erschienenen Artikelserie wurde 1967 sein Buch „Brigadedeutsch für Anfänger“, das bei der Stadt gedruckt wurde. 1990 kam die fünfte, mittlerweile von den BNN (Badendruck) produzierte, Auflage heraus.
Zusammen mit dem Karlsruher Maler Werner Kornhas (1910–1992) gab Kurt Kranich 1965 zum 250. Gründungsjubiläum Karlsruhes den Bildband "s Dörfle": illustrierte Geschichte der Karlsruher Altstadt 1715–1964 als Kalender heraus.
1980 veröffentlichte er „aus dem Kriegstagebuch eines Landsers“ über den Zweiten Weltkrieg (1939 bis 1945).
Die Karlsruher Journalistin und Autorin Doris Lott (* 1940) erwähnt Kranich in ihrem Buch „Mein Karlsruhe – Geschichten aus der Fächerstadt“ (Karlsruhe 2002, ISBN 3-88190-255-4) auf Seite 9. Demnach stammt die Aussage „Vom Glück in Karlsruhe zu leben“ (später ein Buchtitel von Doris Lott) von ihm.

## Publikationen
- "s Dörfle": illustrierte Geschichte der Karlsruher Altstadt 1715–1964 (zusammen mit Werner Kornhas), Karlsruhe 1965
- Brigadedeutsch für Anfänger. Ein Karlsruher Sprachlehrgang, Karlsruhe 1967
- Karlsruhe: Schicksalstage einer Stadt, Karlsruhe 1973 (und Neuausgabe Karlsruhe 1982)
- Damals im Osten: aus dem Kriegstagebuch eines Landsers, Karlsruhe 1980
- Brigandedeutsch für Anfänger. Ein Karlsruherischer Sprachlehrgang, 1990 ISBN 3-927725-04-8

Zeitungsartikel:
- Der „Karlsruhe“ allzeit glückhafte Fahrt! / Feierliche Indienststellung des Geleitbootes „Karlsruhe“ der Deutschen Bundesmarine, in: Tageszeitung BNN vom 17. Dezember 1962[2]